# Путлер

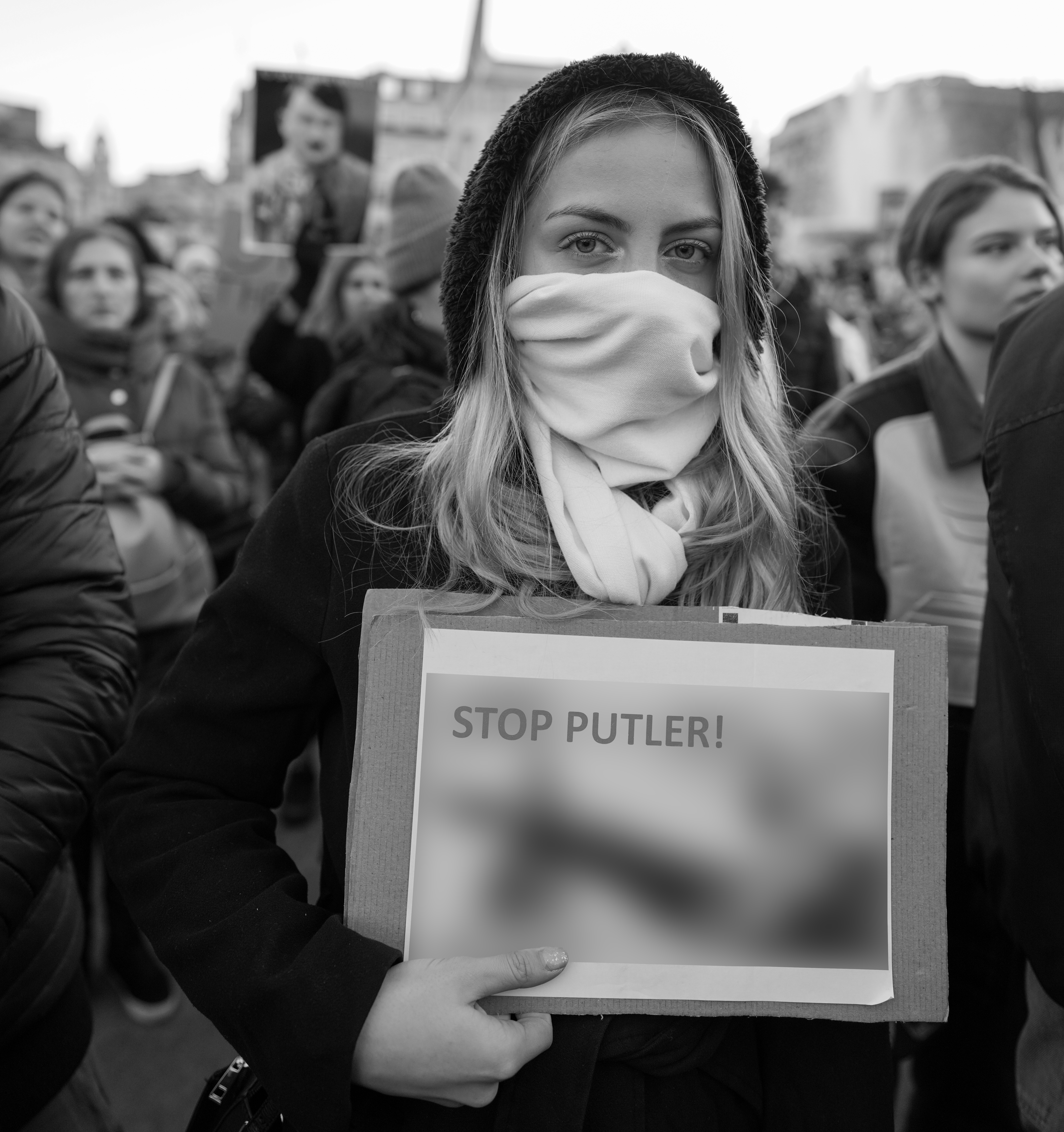
Протестующая держит табличку с фразой Stop Putler! на митинге против вторжения России в Украину в 2022 году

Пу́тлер — идеологическое клише, неологизм, образованный путём словослияния фамилий Путин и Гитлер. Зачастую используется в составе лозунга «Путлер капут!» (или нем. Putler Kaputt!), имеет негативную идеологическую коннотацию.

## Использование во внутрироссийском протестном движении
Лозунг получил известность и юридическую оценку в 2009 году. Плакат с надписью «Путлер капут!» нёс один из участников организованного КПРФ 31 января 2009 года во Владивостоке митинга, направленного против новых таможенных пошлин на ввоз подержанных автомобилей. За этот плакат Владивостокской прокуратурой крайкому партии было вынесено предупреждение. Краевой комитет прокомментировал этот факт, опубликовав на своём сайте следующий текст: «Автор этого лозунга имел в виду занимающегося автобизнесом конкретного человека по фамилии Путлер, которому в связи с повышением пошлин на иномарки пришёл конец: у него в связи с этим обстоятельством пропала работа, исчезли деньги, на которые он содержал свою многодетную семью. И вообще, он, как и тысячи других жителей края, намерен выехать за пределы Приморья, где просто невозможно жить и работать». По оценке Приморской лаборатории судебной экспертизы Минюста РФ, лозунг имеет «ярко выраженную эмоциональную оценку личности или деятельности Путина В. В. как представителя государственной власти и носит оскорбительный характер».
Лозунг «Путлер капут» использовался также в ходе протестов на митингах оппозиции в Москве, проведённых в связи с выборами в Государственную думу 4 декабря 2011 и президентскими выборами 2012 года.

### После российской аннексии Крыма
Популярность этого слова-пейоратива возросла в 2014 году (оно, в частности, номинировалось на конкурс «Слово года 2014») после аннексии Крыма Россией, которую некоторые[какие?] политики и публицисты сравнили с аншлюсом Австрии в 1938 году, вслед за которым Германией была развязана Вторая мировая война. Журналист газеты Washington Post Теренс МакКой в статье от 23 апреля 2014 привёл ряд таких высказываний и опубликовал фотографии с митингующими украинцами, держащими плакаты с текстом «Putler — hands off Ukraine» (с англ. — «Путлер — руки прочь от Украины») и «Putler Kaput!» и шаржированными рисунками, соединяющими узнаваемые черты лица Владимира Путина и Адольфа Гитлера. Ряд российских лингвистов расценили эту публикацию как сознательное формирование у читателей отрицательного образа Путина. Согласно оценке издания Courthouse News Service, прозвище «Путлер» является частью украинской пропаганды.
После появления в июле 2014 года фотографий с чемпионата мира по футболу, где, сидя на трибунах рядом друг с другом, за его финальным матчем наблюдали президент России Владимир Путин и канцлер Германии Ангела Меркель, появились комментарии к этому фото в соцсетях, гласившие «Danke, Frau Putler» (с нем. — «Спасибо, госпожа Путлер»). Авторами подобных комментариев считают украинцев, недовольных позицией, которую канцлер заняла в отношении российско-украинской войны.

## Исторические параллели с Гитлером
Некоторые обозреватели отметили аналогии между высказываниями и действиями Путина во время вторжения на Украину в 2022 году и риторикой и действиями Гитлера перед и в начале Второй мировой войны. Так, доктор экономических и политических наук, бывший заместитель министра обороны США Дов Закхейм утверждает, что существует сходство между риторикой Гитлера при захвате Судетской области и риторикой Путина при вторжении в Украину — Гитлер утверждал, что в Судетской области живут немцы, которые не хотят быть в составе Чехословакии, Путин утверждал, что в ДНР и ЛНР живут русские, которые не хотят быть в составе Украины и подвергаются притеснениям со стороны украинского правительства. То же самое отмечает историк Бенджамин Натанс, добавляя, что Путин может быть мотивирован чувством национального унижения после распада СССР, как Гитлер был мотивирован поражением Германии в Первой мировой войне.
При этом, немецкий политолог Андреас Умланд отмечал, что если в основе фашизма лежали революционная идеология и стремление переучредить государство, то в путинской России этого не видно. По мнению Умланда, «Путин, в отличие от Гитлера, является представителем старого, в данном случае — советского режима, его взгляд обращён в прошлое, и в меньшей степени — в будущее».
Тимоти Снайдер также считает, что один из методов путинизма — будучи фашизмом (или рашизмом) самостоятельно — клеймить как фашистов именно других, как это успешно делала советская пропаганда в отношении всех своих противников и оппонентов во времена сталинизма в СССР.

## Исторические параллели со Сталиным и сталинизация РФ в XXI веке
С 2012 до 2021 года, в свете соответствующих усилий путинского режима и обслуживающей его пропаганды, в России более чем в два раза выросло число людей позитивно воспринимающих Сталина и его роль в истории страны — с 28 до 59 процентов. Историк и политолог Тарас Кузьо оценивает этот период как начало ре-сталинизации России. По мнению Тараса Кузьо, в течение своего 22-летнего правления Владимир Путин практически реабилитировал и продвигал культ личности Сталина. В 2022 году, через 3 недели после начала полномасштабного вторжения на Украину, в своём выступлении Путин уже вспоминал так называемую «пятую колонну» («национальных предателей», «подонков и предателей»). Подъём тоталитаризма и сталинизма в России имел своим прямым следствием вскрывшиеся военные преступления вооружённых сил РФ во время вторжения на Украину. Выступление Владимира Путина 16 марта 2022 года стало по сути явным возвратом к эпохе правления Сталина. Исследователь России Дина Капаева указывает, что возвеличивание опричнины, правления Ивана Грозного в России совместилось с реабилитацией сталинизма с целью восстановления Российской империи. Исследователь характеризует современную политику России как анти-современную. Историк Иван Курилла характеризует начавшуюся в 2014 году (после аннексии Крыма), и в особенности в начале 2015, волну ре-сталинизации с тем, что исторические аргументы Путина для аннексии не работали. Население не понимало, как древние истории о крещении Владимира и Херсонес[уточнить] оправдывали сегодняшнюю аннексию. История СССР, когда Сталин захватывал и присоединял к СССР новые территории, многим гораздо более понятна. В конце 2015 года, однако, был принят закон о жертвах политических репрессий — и активная ре-сталинизация была приостановлена. В 2022 году, после начала Россией полномасштабной войны в Европе, имя Сталина, как ни странно, практически не появляется в публичном пространстве.

## Комментарии
1. ↑  Об этом повышении, см. напр. Евгений Козичев. История пошлин на иномарки в России // Коммерсантъ Власть. — 2009. — 2 февраля (№ 4).
2. ↑  Фразой, формирующей отношение к Путину было, в частности, названо высказывание They call it «Putler». And yes, it looks a little creepy (с англ. — «Они называют его «Путлер». Да, от этого немного бросает в дрожь»), в котором слово creepy призвано усиливать эмоциональную реакцию читателя[1][11]